# 西蒙尼·雷斯塔
西蒙尼·雷斯塔（義大利語：Simone Resta，1970年9月14日—）是一名義大利一级方程式赛车工程师，目前担任梅赛德斯车队的策略研发总监。  

## 职业生涯
1995年，雷斯塔在博洛尼亚大学取得了机械工程硕士学位，自1998年起，他在米納爾迪車隊的研发部门工作。
2001年，雷斯塔转投法拉利车队担任高级设计工程师。2006年，他成为研发部部长，2012年晋升为副总设计总监。2014年，他被塞尔吉奥·马尔基奥尼（Sergio Marchionne）任命为车队新任首席设计师。
2018年5月28日，雷斯塔离开法拉利，加盟愛快·羅密歐車隊（当时名为索伯），担任车队技術總監。 然而，雷斯塔于2019年8月1日回到了法拉利车队。
2021年，雷斯塔作为哈斯与法拉利加强技术关系相关动作的一部分，转至哈斯車隊 。 继京特·施泰納于2024年1月离开车队后，雷斯塔也离开了车队。雷斯塔在短暂返回法拉利后，於2024年5月离开了法拉利。
2024年3月，梅赛德斯车队宣布與雷斯塔簽定合約。预计将在花园假期结束后，于2025年加入梅赛德斯车队，担任策略研发总监。

## 外部連結
- 西蒙尼·雷斯塔 Linkedin